# Auldana
Auldana est une banlieue d'Adélaïde en Australie-Méridionale faisant partie de la ville de Burnside.

## Histoire
Auldana était autrefois le site d'un vignoble célèbre créé par William Patrick Auld en 1847, d'où de nombreuses rues y portent des noms de cépages.  